# Asterix (videogioco 1993)
Asterix è un videogioco a piattaforme sviluppato dalla Bit Managers e pubblicato dalla Infogrames per Nintendo Entertainment System e Game Boy nel 1993 e per Super Nintendo nel 1994. Il videogioco è ispirato al fumetto Asterix e fa parte di una serie di videogiochi basati sulla licenza del fumetto. 